# Season of love
Season of love – dwudziesty szósty singel japońskiej piosenkarki Mai Kuraki, wydany 14 lutego 2007 roku. Utwór tytułowy został wykorzystany jako piosenka przewodnia TV dramy Shin Kyōto meikyū annai (jap. 新・京都迷宮案内) oraz w rozpoczęciach programu MU-GEN ~Music Generations~. Osiągnął 6 pozycję w rankingu Oricon i pozostał na liście przez 6 tygodni, sprzedał się w nakładzie 30 597 egzemplarzy.

## Lista utworów
| Nr | Tytuł                                                                                            | Słowa      | Kompozycja | Aranżacja     | Czas |
| -- | ------------------------------------------------------------------------------------------------ | ---------- | ---------- | ------------- | ---- |
| 1. | "Season of love"                                                                                 | Mai Kuraki | Aika Ōno   | Cybersound    | 4:45 |
| 2. | "Season of love -Latin lover remix-"                                                             |            |            |               | 5:20 |
| 3. | "Shiroi yuki -Orgel Version-" (jap. 白い雪 -オルゴ－ルバ－ジョン- Shiroi yuki -Orugo-ru Ba-jon-) | Mai Kuraki | Aika Ōno   | Daisuke Ikeda | 5:27 |
| 4. | "Season of love -instrumental-"                                                                  |            | Aika Ōno   | Cybersound    | 4:45 |

## Notowania
| Lista                       | Pozycja |
| --------------------------- | ------- |
| Oricon Daily Singles Chart  | 5       |
| Oricon Weekly Singles Chart | 6       |